# Centrale nucléaire de Pilgrim
Pour les articles homonymes, voir Pilgrim.
La centrale nucléaire de Pilgrim est une centrale nucléaire déclassée située sur la côte est des États-Unis à quelques km au Sud de Plymouth Rock. C'était la seule centrale nucléaire installée dans le Massachusetts.

## Description
Cette centrale est équipée d'un réacteur à eau bouillante (REB) de conception General Electric qui été construit par Bechtel :
- Pilgrim : 690 MWe, mis en service en 1972 pour 40 ans, puis prolongé à 60 ans (2032).

Sa construction commandée par "Boston Edison" a coûté 231 millions $. En 1999, cette centrale a été vendue au groupe Entergy Corporation basé en Louisiane pour respecter un engagement complexe résultant de la dérégulation de l'industrie électrique américaine.

Comme les autres centrales nucléaires des États-Unis, Pilgrim doit garder son combustible usé dans une piscine de stockage sur le site, en attendant une décision fédérale qui décidera où les combustibles usés pourront être stockés pour leur durée de vie. La montagne de Yucca dans le Nevada est actuellement le seul site qui est envisagé pour le faire.